# Жалоњ
Жалоњ (блр. Жалонь; рус. Желонь; укр. Жолонь) је украјинско-белоруска река која протиче преко територија Житомирске и Гомељске области. Десна је притока реке Припјат (сливно подручје Дњепра).
Извире у Овручком рејону на северу Житомирске области Украјине и након 113 km тока (од чега преко 13 km на територији Украјине и 100 km на територији Белорусије) улива се у реку Припјат. Углавном протиче преко замочвареног подручја Полесја. Корито је у горњем делу тока ширине до 50 метара, у доњем и до 300 метара. Део њеног корита у дужини од 33,8 km представља државну границу између Украјине и Белорусије.
Речно корито је у највећем делу тока канализовано, а дуж обале су изграђени и насипи на местима где је то потребно. Обимним мелиорационим радовима 1961. један део сливног подручја Жалоња је преусмерен ка реци Славечни.
Дуж десне обале реке налазе се археолошка налазишта из периода мезолита и неолита.